# 눈물의 웨딩 드레스 2
"눈물의 웨딩 드레스 2"(Wedding Dress In Tears 2)는 한국에서 제작된 변장호 감독의 1974년 영화이다. 신영일 등이 주연으로 출연하였고 강대진 등이 제작에 참여하였다.

## 출연

### 주연
- 신영일
- 오유경
- 박지영